# Berhar
Berhar je bil leta 686 in 687 dvorni majordom Nevstrije in Burgundije, * ni znano, † 688. 
Bil je zet in naslednik majordoma Varatona. V nasprotju z njim je Berhar začel vojno avstrazijskim majordomom Pipinom Herstalskim. Leta 687 ga je Pipin v bitki pri Tertryju v Vermandoisu porazil. Del njegovih pristašev je pobegnil v bližnji opatiji Péronne in Saint-Quentin, Bertar in kralj Teoderik III. pa v Pariz. Pipin ju je zasledoval  in prisilil k podpisu mirovnega sporazuma pod pogojem, da Bertar odstopi s svojega položaja. V sporih, ki so sledili, je Bertar ubil svojo taščo Ansfledo in pobegnil. Njegova žena se je poročila s Pipinovom najstarejšim sinom, šampanjskim vojvodom  Drogom. Pipin je  postal  dvorni majordom Nevstrije in Burgundije in dux et princeps Francorum – vojvoda in kneza Frankov. 
Berhar je umrl jeseni 688 ali na začetku leta 689.

## Vira
- Liber historiae Francorum Arhivirano 2017-09-17 na Wayback Machine.. V Bruno Krusch (urednik). Scriptores rerum Merovingicarum 2: Fredegarii et aliorum Chronica. Vitae sanctorum. Hannover 1888, str. 215–328.
- Fredegarjeva kronika Online (v latinščini).

| Berhar Rojen: ni znano Umrl: 688 |                                   |                      |
| Predhodnik: Varaton              | Dvorni majordom Nevstrije 686–687 | Naslednik: Nordebert |